# Victoria Alonsopérez
Victoria Alonsopérez (Montevideo; 22 de octubre de 1987) es una ingeniera electricista y empresaria uruguaya. 
Es la creadora de Chipsafer, una plataforma que permite monitorear y detectar anomalías en el comportamiento del ganado de forma remota y autónoma y que permite prevenir la expansión de enfermedades. Chipsafer ganó en 2012 la competencia para Jóvenes Innovadores de la Unión Internacional de Telecomunicaciones.

## Biografía
Estudió en la Universidad de la República en Montevideo, la Universidad Internacional del Espacio y Singularity University.
Entre 2014 y 2016 fue presidenta del Consejo Consultivo de la Generación Espacial.
Desde 2016 es miembro de la junta de directores de la Fundación Espacial y asesora especial del presidente de la Federación Internacional Astronáutica.

## Premios
- En 2011 es finalista en RASC-AL competencia organizada por NASA y el National Institute of Aerospace
- En 2011 gana el Barcelona ZeroG Aerobatics Challenge
- En 2012 gana la Competencia para Jóvenes Innovadores de la Unión Internacional de Telecomunicaciones
- En 2013 recibe el premio a Mejor Joven Inventora de la Organización Mundial de la Propiedad Intelectual
- En 2014 el Banco Interamericano de Desarrollo seleccionó a Chipsafer como la Startup más Innovadora de América Latina y el Caribe y con Mayor Potencial de Impacto.
- En 2014 es seleccionada como Innovadora del Año por MIT Technology Review Argentina & Uruguay
- En 2015 es seleccionada para participar del Fortune/State Department Global Women's Mentoring Partnership
- En 2015 Chipsafer queda en el segundo puesto en la competencia global Chivas Regal The Venture
- En 2015 es seleccionada por la BBC en lista de 30 mujeres empresarias menores de 30, 30 women entrepreneurs under 30, y en su lista de 100 Women, 100 mujeres notables
- En 2016 en VV100 es seleccionada una de las 100 mujeres top en Vital Voices Global Leadership Network
- En 2016 recibe el premio de Joven Líder Espacial de la Federación Internacional de Astronáutica